# Казумичи Такаги
Казумичи Такаги (јап. 高木 和道; 21. новембар 1980) јапански је фудбалер.

## Каријера
Током каријере је играо за Шимицу С-Пулс, Висел Кобе, Гамба Осака, Оита Тринита и многе друге клубове.

## Репрезентација
За репрезентацију Јапана дебитовао је 2008. године. За тај тим је одиграо 5 утакмица.

## Статистика
| Јапан  | Јапан   | Јапан  |
| Година | Наступи | Голови |
| ------ | ------- | ------ |
| 2008.  | 3       | 0      |
| 2009.  | 2       | 0      |
| Укупно | 5       | 0      |